# Subhash Kak
Subhash Kak (Srinagar, 26 de marzo de 1947 -) matemático y poeta indio.
Subhash Kak es profesor y jefe del departamento de Ciencias de la Computación en la Universidad Estatal de Oklahoma en Stillwater.
Nacido en Srinagar (Cachemira), completó su doctorado en Ingeniería Eléctrica en el Instituto Indio de Tecnología (en Delhi), y luego se incorporó como profesor. Entre 1979 y 2007, trabajó con la Universidad Estatal de Luisiana (en Baton Rouge), donde se desempeñó como profesor distinguido en la cátedra «Donald C. y T. Elaine Delaune» de ingeniería eléctrica y computación.
Su investigación se centra en los ámbitos de la teoría de la información, las redes neuronales, y la información cuántica. También ha escrito sobre la historia de la ciencia y del arte indio. Este trabajo, así como una resolución de la paradoja de los gemelos (en la teoría de la relatividad) ha recibido considerable atención en la prensa popular.
Su trabajo ha sido exhibido en los medios de comunicación populares, incluyendo el canal Discovery, History Channel, PBS, la televisión pública neerlandesa OHM, y más recientemente en un documental sobre música india (www.RagaUnveiled.com, ‘el raga develado’). Ha escrito sobre filosofía de la mente y mostró cómo la recursividad juega un papel fundamental en el arte, la música y la estética.

Es autor de 16 libros, de los cuales el más reciente es 
The Prajna Sutra: Aphorisms of Intuition (‘el Pragñá-sutra: aforismos de la intuición’). También ha escrito 6 libros de poesía. Estos libros han sido traducidos al francés, alemán, italiano, español, coreano y serbio. El distinguido erudito indio Govind Chandra Pande ha comparado su poesía a la de William Wordsworth.
Entre sus premios se incluyen
British Council Fellow (1976),
Medalla de la Academia de Ciencias de la India Academia Nacional de Ciencias (1977),
Premio Kothari (1977),
el Premio Tokten de la Unesco (1986),
Premio Goyal (1998),
Premio Nacional del Instituto Indio de Estudios Avanzados (2001), y
exalumno distinguido IIT de Delhi (2002).

## Obras
- «The Prajna Sutra: Aphorisms of Intuition», texto del libro, en inglés.
- «Recursionism and Reality: Representing and Understanding the World», artículo en inglés.
- Second edition, OSU, texto del libro, en inglés.
- Third edition, OSU, texto del libro, en inglés.
- 25th Anniversary Edition texto del libro, en inglés.